# Balekundri (K.H), Belgaum
Balekundri (K.H) là một làng thuộc tehsil Belgaum, huyện Belgaum, bang Karnataka, Ấn Độ.